# El Redal
El Redal ist ein Dorf und eine Gemeinde (municipio) mit 142 Einwohnern (Stand: 2024) im Nordosten der spanischen Autonomen Region La Rioja. Sie gehört zum Weinbaugebiet der Rioja Baja. 

## Lage und Klima
El Redal liegt etwa 23 km (Fahrtstrecke) ostsüdöstlich der Provinzhauptstadt Logroño in einer Höhe von ca. 530 m. Das Klima ist gemäßigt bis warm; Regen (ca. 683 mm/Jahr) fällt überwiegend im Winterhalbjahr.

## Bevölkerungsentwicklung
| Jahr      | 1970 | 1981 | 1991 | 2001 | 2011 | 2021 |
| Einwohner | 324  | 260  | 204  | 195  | 162  | 148  |

## Wirtschaft
In früheren Jahrhunderten lebten viele Einwohner des Ortes weitgehend als Selbstversorger direkt oder indirekt (als Handwerker und Gewerbetreibende) von der in der Umgebung betriebenen Landwirtschaft. 

## Sehenswürdigkeiten
- Marienkirche
- Ruine der Justus-und-Pastor-Kapelle

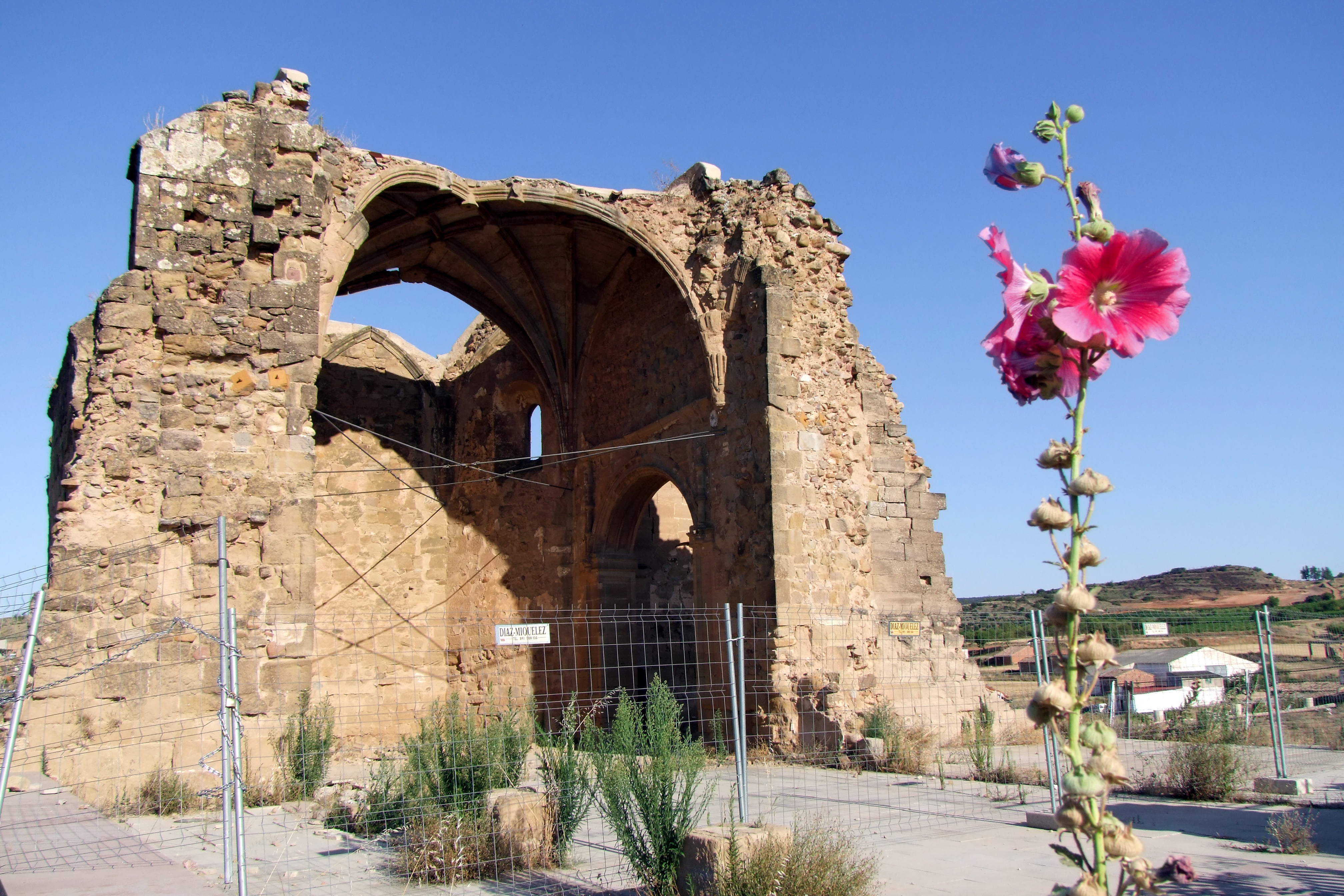
Kapellenruine San Justo y San Pastor